# Ronald Thomas Archibald Cornwell
Ronald Thomas Archibald Cornwell (geboren 4. November 1905 in Upper Parkstone, Dorset, England; gestorben September 1975 in Windsor, England), auch Ronnie Cornwell genannt, war ein englischer Unternehmer und Waffenhändler. Er brach mit 14 Jahren seine Schulausbildung ab und wandte sich Geschäften und später kurzzeitig der Politik zu. Auf beiden Gebieten hatte er keinen Erfolg. Sein Geschäftsgebaren fand häufig am Rande und jenseits der Legalität statt und brachte ihm mehrere Gefängnisstrafen ein. Cornwell taucht in der englischen Presse mehrmals im Zusammenhang mit Straf- und Revisionsverfahren vor englischen Gerichten auf: erstmals 1934, dann 1954. 1934 kam er wegen Unterschlagung und Betrugs für sechs Monate ins Gefängnis. Die Times berichtet am 15. Oktober 1954 über den „Mann, der 60 Immobilienfirmen gegründet hatte“ und dem wegen über 1 Million Pfund Schulden der Bankrott drohte. Das Verfahren endete mit einem Schuldspruch und Gefängnis.

In den 1960er Jahren agierte Cornwell von London aus als Waffenhändler und besuchte in diesem Zusammenhang mehrmals die DDR. Für die Stasi war er ein bekannter Kurzbesucher der DDR. Ein internes Papier des Ministeriums für Staatssicherheit registriert zum Beispiel Ronald Cornwells 24-stündigen Aufenthalt am 12. April 1963 in Ost-Berlin. Ein Stasi-Mitarbeiter hielt handschriftlich fest, Cornwell sei General-Bevollmächtigter der „Trans World Trade Ltd., Hong Kong“, mit Büro in der Jermyn St. 25 in London, und beschreibt ihn als geschieden, ca. 175 cm groß, untersetzt:
„C. befaßt sich mit Waffenhandel i. A. der brit. Regierung. Beziehungen bestehen zum IS. [Er] ist sehr reich. Hat weitreichende Beziehungen. Sein Sohn ist ehemaliger Diplomat und lebt heute als Schriftsteller in London, er schreibt unter dem Pseudonym "John le Carre?". Beide, Vater und Sohn, sind politisch uninteressiert.“
Ronald Cornwell war mit Olive Cornwell (geborene Glassey) verheiratet. Von ihren drei Kindern, Charlotte, Tony und John wurde letzterer unter seinem Künstlernamen John le Carré weltberühmt. Die Kinder wuchsen ohne Mutter auf, und John verarbeitete bis zu seinem Tod die Traumata, die ihm sein Vater bescherte. Er fand im Stasi-Unterlagen-Archiv zahlreiche Dokumente über dubiose Geschäftsbeziehungen des Vaters zu DDR-Behörden. In einer seiner letzten Veröffentlichungen beschreibt John le Carré den Vater als „Betrüger, Fantast und gelegentlichen Knastbruder“, der das Lesen von Büchern für „unmännlich“ hielt und den Sohn immer wieder aus Gefängnissen im Ausland anrief und um Geld anbettelte.